# ديزموند أليوت
ديزموند أليوت (بالإنجليزية: Desmond Elliot)‏ هو مخرج وممثل نيجيري، ولد في 4 فبراير 1974 في نيجيريا.

## وصلات خارجية
- ديزموند أليوت على موقع IMDb (الإنجليزية)
- ديزموند أليوت على موقع قاعدة بيانات الفيلم (الإنجليزية)
- ديزموند أليوت على موقع كينوبويسك (الروسية)